# 하늘이 우니까
〈하늘이 우니까〉(空が泣くから 소라가나쿠카라[*])는 도모토 쯔요시가 ENDLICHERI☆ENDLICHERI로서 발매한 싱글로, 도모토 쯔요시의 통산 5번째 싱글이다.

## 개요
전작 〈The Rainbow Star〉로부터 약 8개월 만의 싱글이다.

## 수록곡

### 초회 한정반
1. 空が泣くから / 하늘이 우니까
작사·작곡: ENDLICHERI☆ENDLICHERI / 편곡: 소가와 토모지, ENDLICHERI☆ENDLICHERI / 브라스 어레인지: 시모가미 타츠야, ENDLICHERI☆ENDLICHERI
2. Sparkling
작곡: ENDLICHERI☆ENDLICHERI / 편곡: SC△LE
3. Woman 〜あなたの宇宙に生きていたい〜 / Woman ~당신의 우주에서 살고 싶어
작사·작곡: ENDLICHERI☆ENDLICHERI / 편곡: 소가와 토모지, ENDLICHERI☆ENDLICHERI
4. 空が泣くから (Backing Track)

### 통상반
1. 空が泣くから / 하늘이 우니까
2. Sparkling
3. Man 〜あなたの宇宙に生きていたい〜 / Man ~당신의 우주에서 살고 싶어
작사·작곡: ENDLICHERI☆ENDLICHERI / 편곡: 소가와 토모지, ENDLICHERI☆ENDLICHERI